# Danielle Guéneau
Danielle Guéneau (verheiratete Ménard; * 21. August 1947 in Pornic) ist eine ehemalige französische Sprinterin und Hürdenläuferin.
Bei den Olympischen Spielen 1964 in Tokio wurde sie Achte in der 4-mal-100-Meter-Staffel und erreichte über 100 m das Viertelfinale.
1966 wurde sie bei den Leichtathletik-Europameisterschaften in Budapest erneut Achte in der 4-mal-100-Meter-Staffel und gelangte über 80 m Hürden ins Halbfinale. Bei den Europäischen Hallenspielen 1968 in Madrid schied sie über 50 m Hürden im Halbfinale aus.
1964 wurde sie Französische Meisterin über 100 m und 1966 sowie 1967 über 80 m Hürden.

## Persönliche Bestzeiten
- 100 m: 11,7 s, 1964
- 80 m Hürden: 10,9 s, 24. Juli 1966, Colombes